# Cantón de Combeaufontaine
El cantón de Combeaufontaine era una división administrativa francesa, que estaba situada en el departamento de Alto Saona y la región de Franco Condado.

## Composición
El cantón estaba formado por dieciséis comunas:
- Aboncourt-Gesincourt
- Arbecey
- Augicourt
- Bougey
- Chargey-lès-Port
- Combeaufontaine
- Cornot
- Fouchécourt
- Gevigney-et-Mercey
- Gourgeon
- Lambrey
- La Neuvelle-lès-Scey
- Melin
- Oigney
- Purgerot
- Semmadon

## Supresión del cantón de Combeaufontaine
En aplicación del Decreto nº 2014-164 de 17 de febrero de 2014, el cantón de Combeaufontaine fue suprimido el 22 de marzo de 2015 y sus 16 comunas pasaron a formar parte del nuevo cantón de Jussey.